# Просницкое сельское поселение
Просницкое сельское поселение — муниципальное образование в составе Кирово-Чепецкого район Кировской области России.
Административный центр — железнодорожная станция Просница.

## История
Просницкое сельское поселение образовано 1 января 2006 года согласно Закону Кировской области от 07.12.2004 № 284-ЗО.

## Население
| 2010  | 2012  | 2013  | 2014  | 2015  | 2016  | 2017  |
| ----- | ----- | ----- | ----- | ----- | ----- | ----- |
| 3066  | ↗3304 | ↗3369 | ↗3469 | ↘3380 | ↗3413 | ↗3419 |
| 2018  | 2019  | 2020  | 2021  |       |       |       |
| ↗3499 | ↘3484 | ↘3464 | ↘3054 |       |       |       |

## Состав
В состав поселения входят 34 населённых пункта (население, 2010):
| - железнодорожная станция Просница — 2235 чел.; - населенный пункт Железнодорожная Водокачка №1 — 1 чел.; - деревня Баринцы — 0 чел.; - железнодорожная станция Бумкомбинат — 188 чел.; - деревня Бяково — 10 чел.; - посёлок Васькино — 117 чел.; - деревня Васькинцы — 14 чел.; - деревня Векшино — 113 чел.; - деревня Верхние Малюганы — 3 чел.; - село Волма — 0 чел.; - деревня Долганы — 5 чел.; - деревня Единение — 7 чел.; | - железнодорожная казарма 1002 км — 2 чел.; - деревня Железовка — 2 чел.; - деревня Золотухино — 4 чел.; - село Ильинское — 95 чел.; - деревня Катаевцы — 8 чел.; - деревня Лимоновы — 7 чел.; - деревня Лобань — 10 чел.; - деревня Ложкины — 5 чел.; - деревня Лопатино — 2 чел.; - деревня Макаровцы — 0 чел.; - деревня Маклаки — 13 чел.; | - деревня Нижние Малюганы — 4 чел.; - деревня Окишевы — 10 чел.; - деревня Отяцкое — 0 чел.; - деревня Плетени — 0 чел.; - деревня Погудинцы — 146 чел.; - деревня Пронькинцы — 11 чел.; - деревня Родыгинцы — 7 чел.; - деревня Сметанники — 7 чел.; - деревня Солоково — 5 чел.; - деревня Татарщина — 0 чел.; - деревня Тюлькинцы — 35 чел. |

В 1998 году исключены из учётных данных Дом Подстанции и 1003 км.